# جولاهای گنجشکی
جولاهای گنجشکی (نام علمی: Plocepasser) نام یک سرده از تیره گنجشک است.

## گونه‌ها
- جولای گنجشکی دونالدسون اسمیت (Plocepasser donaldsoni)
- جولای گنجشکی پشت‌بلوطی (Plocepasser rufoscapulatus)
- جولای گنجشکی کاکل‌بلوطی (Plocepasser superciliosus)
- جولای گنجشکی ابروسفید (Plocepasser mahali)